# ウィリアム・S・テイラー
ウィリアム・シルベスター・テイラー（英: William Sylvester Taylor、1853年10月10日 - 1928年8月2日）は、19世紀末アメリカ合衆国の政治家、弁護士であり、第33代ケンタッキー州知事になった。1899年に行われた州知事選挙で当初テイラーが当選と宣言されたが、ケンタッキー州議会が選挙結果を覆す判断をして、対抗馬の民主党員ウィリアム・ゴーベルが知事になったので、テイラーはわずか50日間の州知事となった。
テイラーはあまり教育を受けていなかったが、政治的に洞察力のある弁護士となり、出身地のバトラー郡で役人になることで政界の階段を上り始めた。民主党の強いケンタッキー州にあって、共和党員というハンディはあったが、民主党の分裂に乗じて、ケンタッキー州では初の州知事となったウィリアム・O・ブラッドリーと共に、テイラーも検事総長に当選した。その4年後にはブラッドリーの後を継いで州知事になった。
州議会が選挙結果を覆すと、激怒した共和党員が武装し、州都フランクフォートに集まった。対抗馬の民主党員ウィリアム・ゴーベルが暗殺された。それでもゴーベルはその死の床で知事に宣誓就任した。テイラーは知事に関してゴーベルの副知事候補J・C・W・ベッカムとの法廷闘争で私財を使い果たした。テイラーは訴訟に敗れ、さらにゴーベル暗殺への関与を問われた。テイラーは隣のインディアナ州に逃亡し、その後全ての悪事についても恩赦を与えられたものの、ケンタッキー州に戻ることはほとんど無かった。1928年にインディアナポリスで死去した。

## 初期の経歴
ウィリアム・シルベスター・テイラーは1853年10月10日に、ケンタッキー州モーガンタウンから約5マイル (8 km) のグリーン川沿いにあった丸太小屋で生まれた。父はシルベスター・テイラー、母はメアリー・G（旧姓ムーア）であり、その最初の子供だった。幼い頃は家の農園で働き、学校へも行かなかった。15歳になってバトラー郡の公立学校に通い、家でも勉強した。1874年、教師を始め、専門は数学、歴史、政治だった。教師は1882年まで務め、その後弁護士になって成功したが、農園の運営は続けた。
1878年2月10日、サラ・"サリー"・ベル・タナーと結婚した。この夫婦には9人の子供が生まれ、このうち6人の娘と1人の息子が成人した。

## 政歴
テイラーの政歴は、バトラー郡の事務官に立候補して落選した1878年に始まった。1880年、グリーンバック党大統領候補ジェイムズ・ウィーバーの選挙人補になった。その2年後にバトラー郡の事務官に選ばれた。バトラー郡の歴史の中で民主党員に挑戦してこの地位を得た最初の者になった。
1884年、テイラーは共和党員になった。1886年、ケンタッキー州第3選挙区を代表して、共和党州中央委員会の委員に選出された。同年、共和党は郡の役人全てに候補者を指名し、テイラーは郡判事の候補になった。その後の選挙で共和党は全員の当選を果たした。1888年、共和党全国大会では、テイラーが州の代議員として出席した。1890年には郡判事に再選された。
1895年、テイラーは州検事総長に選出され、これを1899年まで務めた。その任期の間に、州上院議員ウィリアム・ゴーベルが新しい選挙法を提案した。これは州選挙管理委員会を創設し、全郡の選挙管理官を指名し、選挙結果全てを認証する権限を付与するものだった。州選挙管理委員は州議会が指名し、その中の党派的な構成について制約は無かった。この法は、ゴーベルによる権力掌握の手段というのが一般の見方であり、州レベルの選挙で民主党の勝利を確実にするように仕組まれ、その中にはゴーベル自身の州知事立候補も入っていた。この法案は議会で成立したが、時の共和党知事ブラッドリーが拒否権を使った。議会は即座にその拒否権も覆した。検事総長だったテイラーは、この法案が違憲であると主張した。しかしケンタッキー州控訴裁判所はその法が合憲であると判断した。

### 1899年ケンタッキー州知事選挙
1895年に州知事に選ばれたブラッドリーは、ケンタッキー州の歴史で初めて共和党員として選ばれた者だった。1850年代にホイッグ党が凋落して以来、知事を独占してきた民主党はこれに怒り、失ったものを取り戻そうとしたが、党内の分裂によって紛糾した党大会でウィリアム・ゴーベルを党の公認候補に選んだ。民主党の中で1つの派閥が別の指名大会を開催し、元州知事ジョン・Y・ブラウンを候補に選んだ。
共和党の方も当初は民主党と同じくらい分裂していた。アメリカ合衆国上院議員のウィリアム・J・デボーはテイラーを知事候補に推した。ブラッドリー知事はホプキンス郡のクリフトン・J・プラット判事を推した。ケンタッキー州中部の共和党員は州監査官サム・H・ストーンを推した。テイラーは強力な政治マシーンを作ることができ、候補指名を得る可能性が強いと見られていた。ブラッドリーは党がその候補者の背後に纏まらないことを怒り、大会をボイコットした。テイラーがブラッドリーの甥であるエドウィン・P・モローを州務長官に指名すると約束することで、ブラッドリーを党大会に戻って来させようともしたが、うまく行かなかった。テイラーは州の西部を代表していたので、いわゆる党内の「ユリの白人」派を代表すると考えられていたので、黒人指導者達もテイラーを支持しないと脅した。テイラーは、黒人指導者の1人を恒久的な秘書官とし、もし知事に当選した場合には黒人指導者を入閣させると約束することで、党を1つに纏めようとした。テイラーの指名が有力になると、他の候補者が撤退し、党大会ではテイラーが全会一致で候補者に指名された。
選挙運動中、テイラーの敵対者は、共和党の支持が黒人有権者のものであることと、ルイビル・アンド・ナッシュビル鉄道など大企業と結びついていることを挙げて攻撃してきた。またブラッドリー知事が腐敗した内閣を運営していたとも告発した。共和党はこれに対抗して、民主党は派閥主義に陥っていることと、政治マシーンを使っていると告発することで応えた。特にゴーベルの選挙法については、民衆の意志を弄んでいるとテイラーが主張することで批判した。
元のアメリカ連合国支持者は民主党に取って通常は安全な票田だったが、ウィリアム・ゴーベルが1895年に元南軍の将軍ジョン・サンフォードを決闘で殺していたので、多くがゴーベル支持から離れた。一方で黒人は昔から共和党の安全な票田だったが、テイラーは鉄道施設での人種分離を定めた客車分離法に強く反対しなかったために黒人の多くと疎遠になっていた。
ゴーベルは少数政党候補者のために票を失う恐れがあった。不満を持った民主党員の候補者であるジョン・Y・ブラウンがその1人だったが、他にもポピュリスト党も候補者を立てたので、ゴーベルの人民主義基盤から票を奪う可能性があった。ゴーベルは伝統的な民主党の基盤を纏めるために、ポピュリストと民主党員にとって全国的な英雄であるウィリアム・ジェニングス・ブライアンを説得し、その選挙運動を支援させた。ブライアンが州内巡回を終えるやいなや、ブラッドリー知事がそのコースを逆に辿り、テイラー支持を語り始めた。ブラッドリーはその動機を自分の政権の業績を弁護するためだと主張したが、ジャーナリストのヘンリー・ワッターソンは、テイラーが当選した場合には、将来的にブラッドリーがアメリカ合衆国上院議員の候補になったときにテイラーが支持すると約束したと考えていた。

### 知事職と後世
知事選挙でテイラーは2,383 票差でゴーベルを抑えた。民主党が支配する州議会はこの選挙結果に対して異議申し立てを行った。ゴーベルの選挙法があったので、3人の委員で構成される選挙管理委員会が選挙の勝者を認証することになった。委員のうちの2人は公然とゴーベルのために選挙運動を行い、3人全員がその委員指名をゴーベルに負っていたが、委員会の票決の結果は2対1という驚くべき結果でテイラーの当選を追認した。委員会の意見は、ゴーベルの選挙法では選挙違反の証拠を調べたり証言を聞いたりする権限を与えられていないというものだったが、その言葉遣いによれば、そうする権限が与えられるならばテイラーへの票も無効化できることを示唆していた。テイラーは1899年12月12日に宣誓し知事に就任した。それから数日後に州議会がフランクフォートで招集された。議会は論議のある選挙結果について判断する権限があると主張し、選挙結果を検査するための党派的委員会を結成したが、その構成は民主党員10人、共和党員1人だった。
議会の民主党が選挙結果を「盗む」ことを怖れ、武装した男達が州内の様々な地域、主に東ケンタッキーからフランクフォートにやってきた。その多くが共和党員だった。1月30日、州会議事堂に入ろうとしていたゴーベルが銃で撃たれた。その微妙な状況にテイラーは緊急状態を宣言し、州兵を招集し、州都ではなく共和党員の優勢なロンドンでの議会開催を要求した。民主党はその呼びかけを受け入れず、その代わりに民主党の優勢なルイビルで議会を開いた。そこでは、ゴーベルを選挙の当選者とするに十分な数のテイラー票を無効とする審査委員会の報告を認証した。その直後にゴーベルは州知事に就任したが、数日して先に受けた傷がもとでゴーベルは死んだ。
この選挙で最も議論の対象になっていた人物であるゴーベルが死んだことで、民主党と共和党が合同で会して、和平をもたらす提案書を起草した。その提案の条件に従い、テイラーとその副知事ジョン・マーシャルはその役職を降り、この選挙とゴーベル暗殺を取り巻く出来事から訴追免除を認められた。ゴーベルの選挙法は撤廃され、州兵はフランクフォートで解散された。両陣営の著名指導者が合意書に署名したが、1900年2月10日、テイラーは署名しないと公表した。2月19日に議会が招集され、選挙結果の判断を裁判所に委ねることに合意した。
3月10日、ジェファーソン郡の巡回裁判所が、ゴーベルを州知事であるとした州議会の行動を支持した。この事件はケンタッキー州の最終審であるケンタッキー州控訴裁判所に控訴された。4月6日、控訴裁判所は6対1の評決で、テイラーを合法的に辞職させた。テイラーはアメリカ合衆国最高裁判所に訴え、5月21日、最高裁判所はこの事件について審問を却下した。ケンタッキー州出身の判事ジョン・マーシャル・ハーランがこの却下に異議を唱えた。テイラーの法的選択肢が無くなったことで、ゴーベルの副知事J・C・W・ベッカムが州知事に昇格した。テイラーはその短い州知事であった期間に幾人か役人を指名し、幾つか恩赦を発行したこと以外ほとんど何もできなかった。
テイラーはゴーベル暗殺に関して従犯を問われた。テイラーはインディアナポリスに逃亡し、インディアナ州知事がテイラーの引き渡しを拒んだ。1901年に1度テイラーを力で拉致する試みがあったが失敗した。1909年に共和党知事オーガスタス・E・ウィルソンから恩赦を出されたが、その後もケンタッキー州に戻ることはほとんど無かった。
テイラーは選挙に関する訴訟費用で私財を使い果たしており、インディアナポリスでは保険会社の役員となり、法律実務を行って生活した。インディアナ州に来た直後に妻が死んでいた。1912年に短期間ケンタッキー州に戻り、ノラ・A・マイアーズと再婚した。夫妻はインディアナポリスに戻り、1人の息子をもうけた。テイラーは1928年8月2日にインディアナポリスで心臓病で死去した。同市のクラウンヒル墓地に埋葬された。